# Taleradio
Taleradio (engelsk: talk radio) er et radioformat, der næsten helt eller udelukkende består af talt indhold i modsætning til radioformater, hvor musik fylder meget eller det meste i sendefladen. Taleradio kan bestå af monologer, dialoger mellem værterne, interviews eller inddragelse af lytterne via debat- eller spørgeprogrammer, hvor lytterne kan ringe eller skrive til programmet under udsendelsen. Taleradio udbydes både af store mediehuse såvel som af små græsrodskanaler.
Mens taleradio historisk har været forbundet med FM-radio, blev teknologien til internetbaseret taleradio fra omkring 2005 mere omkostningseffektiv, og der har siden eksisteret et bredt udbud af live streaming og podcasts. Samtidig er tv-stationer som blandt andre BBC, CNN, Bloomberg og Fox gået ind på markedet. 
Formatet opstod i 1950'ernes USA, hvor flere radiostationer efterhånden begyndte at sende flere talebaserede programmer. Den første egentlige taleradio var KMOW i St. Louis i 1960, og i 1961 fulgte KABC i Californien efter med kanalen Conversation.   

## Taleradio i Danmark
Herhjemme har taleradio i sin landsdækkende form i mange år været forbundet med DR P1, men med etableringen af Radio24syv i 2011 og senere Radio4 i 2019 er det monopol brudt. Efterfølgende er lytterandelen på taleradio generelt steget med mere end 300.000 årlige lyttere. Mens der internationalt er eksempler på kommercielle æterbårne taleradioer er fælles for de danske af slagsen, at de er finansieret af skatten. Der findes dog en række talebaserede nyheds- og aktualitetspodcasts, som er udgivet af kommercielle mediehuse som JP/Politikens Hus, Berlingske Media og JFM, mens også nichemedier som Altinget, Børsen og Kristeligt Dagblad står bag flere podcasts. 
Ordet taleradio kendes i dansk fra 1995.